# 马克·德莱尼
馬克·安東尼·迪蘭尼（英語：Mark Anthony Delaney，1976年5月13日—），威爾斯足球運動員，擔任右後衛，已退役。迪蘭尼曾是威爾斯足球代表隊的主力，上陣36場。他職業生涯最顛峰的時期全貢獻給英超球會阿士東維拉，2007年迪蘭尼因傷患決定掛靴。

## 外部連結
- 足球数据库：迪蘭尼的球员统计数据